# توماس بي. باتلر
توماس بي. باتلر (بالإنجليزية: Thomas B. Butler)‏ هو محامي وقاضي وسياسي أمريكي، ولد في 22 أغسطس 1806 في الولايات المتحدة، وتوفي في 8 يونيو 1873 في نفس البلد. حزبياً، نشط في حزب اليمين. وقد انتخب عضو مجلس ولاية كونيتيكت وانتخب عضو مجلس نواب كونيتيكت وانتخب عضو مجلس النواب الأمريكي.